# Vrlazje
Vrlazje (cyr. Врлазје) – wieś w Bośni i Hercegowinie, w Republice Serbskiej, w gminie Rogatica. W 2013 roku liczyła 17 mieszkańców.